# Adolf Hanser

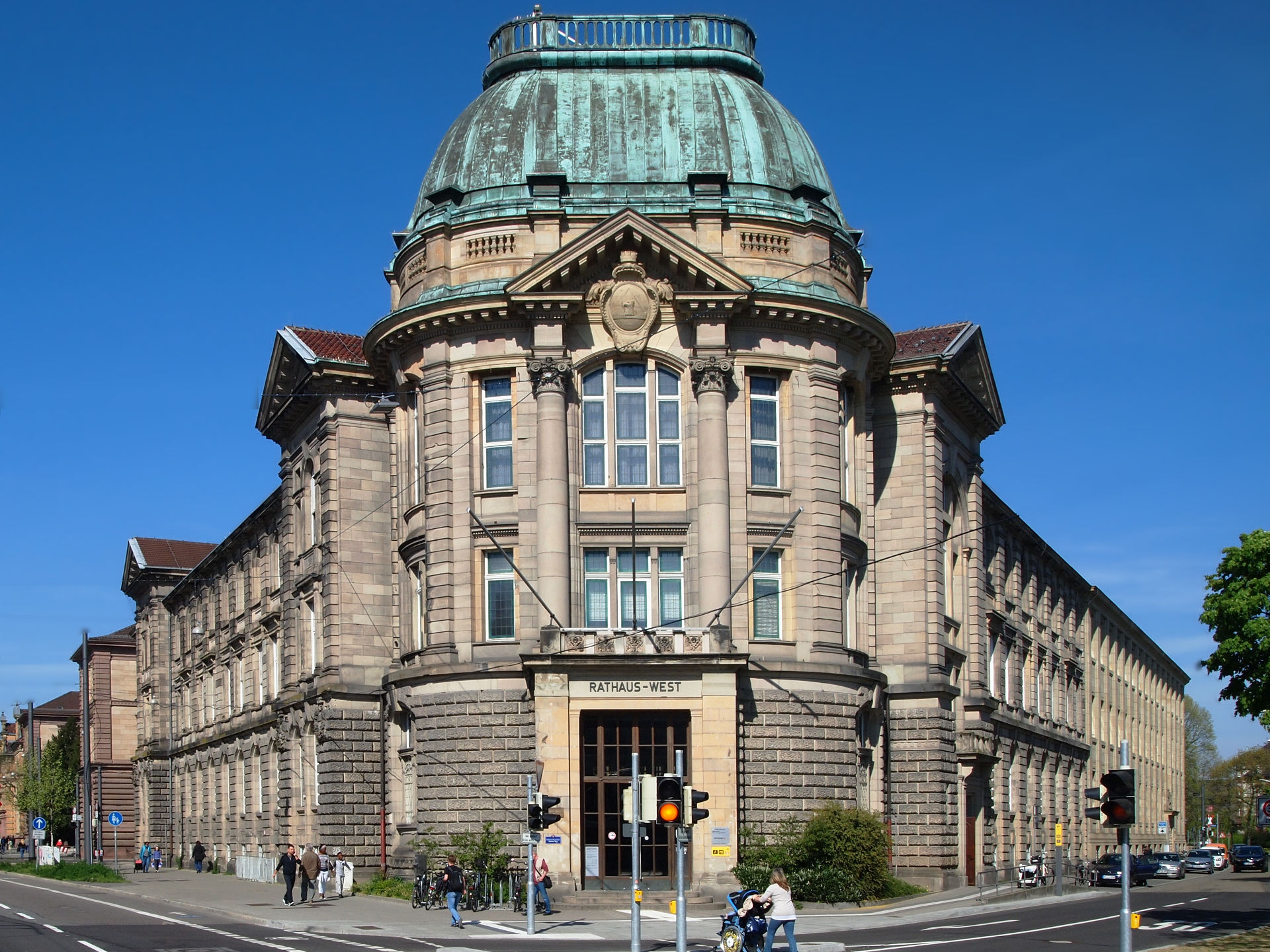
Rathaus West (Karlsruhe)

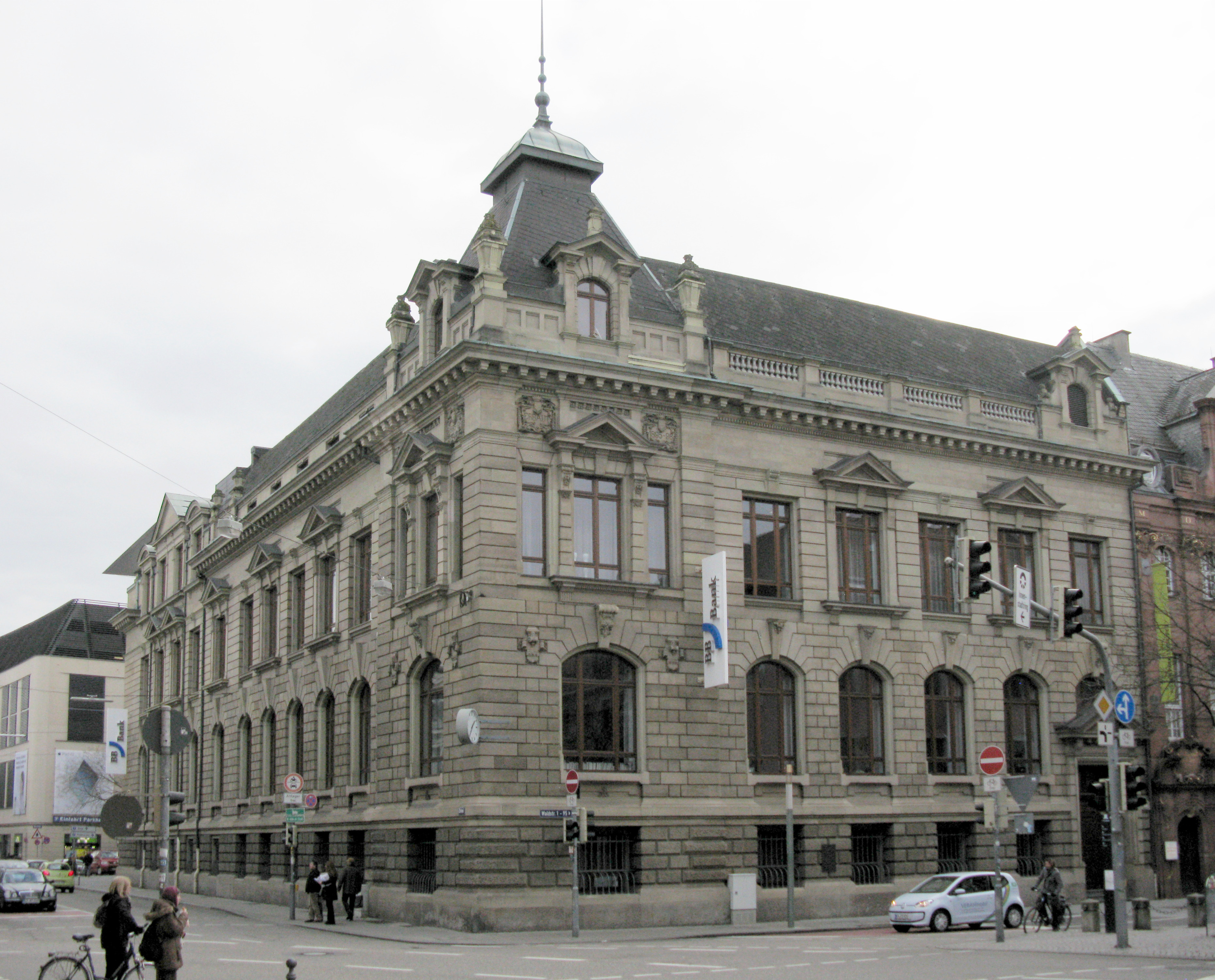
Ehemalige Rheinische Creditbank in Karlsruhe

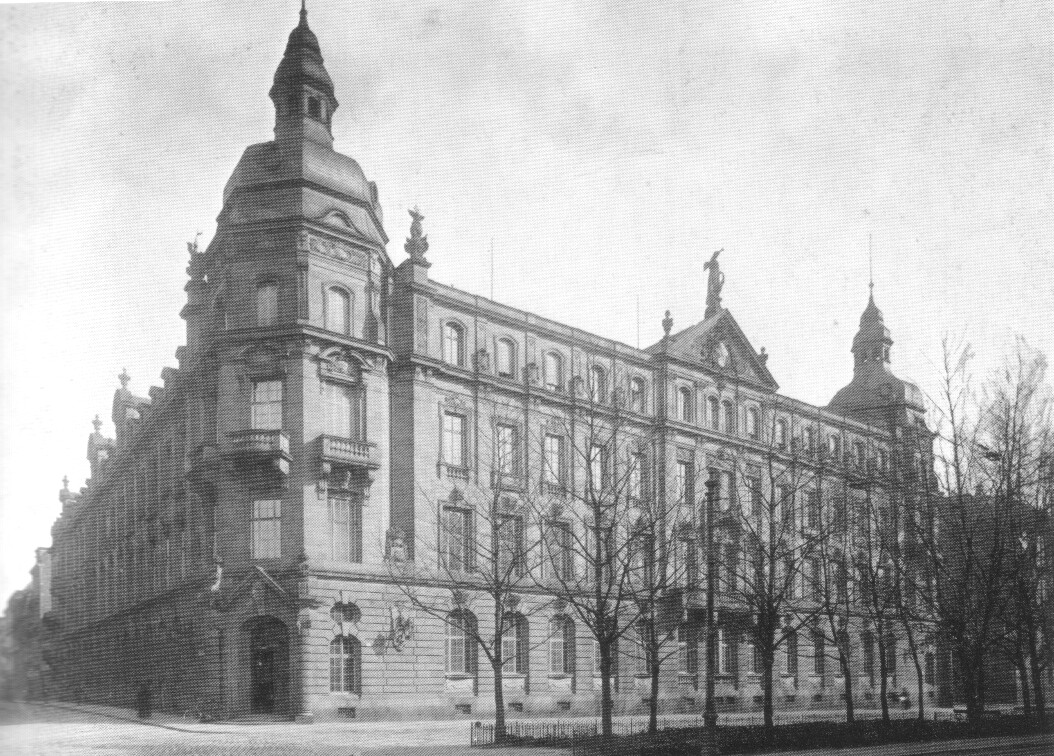
Großherzogliches Bezirksamt Mannheim (Ausführung durch Ludwig Levy)

Adolf Hanser (* 2. August 1858 in Friedrichshafen; † 18. Oktober 1901 in Karlsruhe) war ein deutscher Architekt des Historismus, badischer Baubeamter und Baugewerkschul-Lehrer.

## Wirken
Adolf Hanser studierte Architektur am Polytechnikum Karlsruhe. Von 1882 bis 1883 arbeitete als Angestellter im Büro des Architekten Paul Wallot in Frankfurt am Main, wo zu dieser Zeit Wallots Entwurf für das Reichstagsgebäude in Berlin entstand. Danach unternahm Hanser eine längere Studienreise nach Italien. 
1884 eröffnete er ein eigenes Architekturbüro in Mannheim. Von 1890 bis 1898 lehrte Adolf Hanser als Professor an der Baugewerkschule Karlsruhe. 1898 wechselte er von der Baugewerkschule in die staatliche Bauverwaltung des Großherzogtums Baden und arbeitete als Baurat und Bautechnischer Referent im Ministerium des Innern und im Ministerium der Finanzen, 1900 wurde er zum Oberbaurat befördert. Nach seinem krankheitsbedingten Tod im Alter von 43 Jahren wurden große begonnene Bauprojekte von anderen Architekten vollendet.

## Bauten und Entwürfe

### In Karlsruhe
- Erweiterungsbau des Palais Bürklin
- 1895–1896: Bankgebäude für die Rheinische Creditbank, Waldstraße (heute genutzt durch die BBBank)
- 1895–1898: Verwaltungsgebäude der Karlsruher Lebensversicherung, heute Rathaus West
- 1899–1901: Vorentwürfe für das Verwaltungsgebäude der badischen Oberrechnungskammer (heute Rechnungshof Baden-Württemberg), das Gebäude des badischen Generallandesarchivs und das Gebäude des badischen Verwaltungsgerichtshofs (nach Hansers Tod durch Friedrich Ratzel überarbeitet und 1902–1905 ausgeführt)

### An anderen Orten
- 1900–1901: Bankgebäude für die Rheinische Creditbank in Straßburg
- 1900–1901: Entwurf für das Verwaltungsgebäude des badischen Bezirksamts Mannheim (1902/1903 ausgeführt von Ludwig Levy)